# Alsacienne de brasserie
L'Alsacienne de brasserie (Albra) est un ancien groupe brassicole français créé en 1969 par la fusion de cinq brasseries alsaciennes : la brasserie Mutzig, la brasserie de l'Espérance, la brasserie de la Perle, la brasserie de Colmar et la brasserie Haag. Il est absorbé par Heineken en 1972, et transformé en Heineken France en 1980.

## Historique

### Fondation du groupe
Dans les années 1960, le paysage brassicole alsacien est bouleversé par la dynamique de concentration qui touche le secteur au niveau français et mondial. La plupart des brasseries historiques rurales, se sentant menacées par la concurrence de grands groupes mondiaux, se voient contraintes de vendre, fusionner ou cesser leur activité.
C'est dans ce contexte que, en février 1969, cinq brasseries alsaciennes décident de se regrouper pour former l'Alsacienne de brasserie (Albra), afin d'acquérir une taille critique qu'elles pensaient nécessaire à leur survie :
- la brasserie Mutzig, fondée en 1810 à Mutzig et gérée depuis cinq génération par la famille Wagner ;

- la brasserie de l'Espérance, fondée en 1746, installée à Schiltigheim et gérée par la famille Hatt ;

- la brasserie de la Perle, fondée en 1882 à Schiltigheim et gérée depuis 1919 par la famille Kleinknecht ;

- la brasserie de Colmar, fondée en 1919 à Colmar et contrôlée par les brasseries de l'Espérance et de Mutzig ;

- la brasserie Haag, fondée en 1795 à Ingwiller.

Le siège social du groupe se situe à Schiltigheim.
À la suite de ce regroupement, l'Albra est le quatrième brasseur français avec une production d'1,4 million d'hectolitres et 1400 salariés. Son actionnaire majoritaire est alors René Hatt, dirigeant de la brasserie de l'Espérance, avec plus de 50% des parts du groupe. Roland Wagner de la brasserie Mutzig détient lui environ 20% des parts du groupe.
Malgré ce regroupement, la brasserie de la Perle ferme ses portes dès 1971, et la brasserie Haag suit un an plus tard.

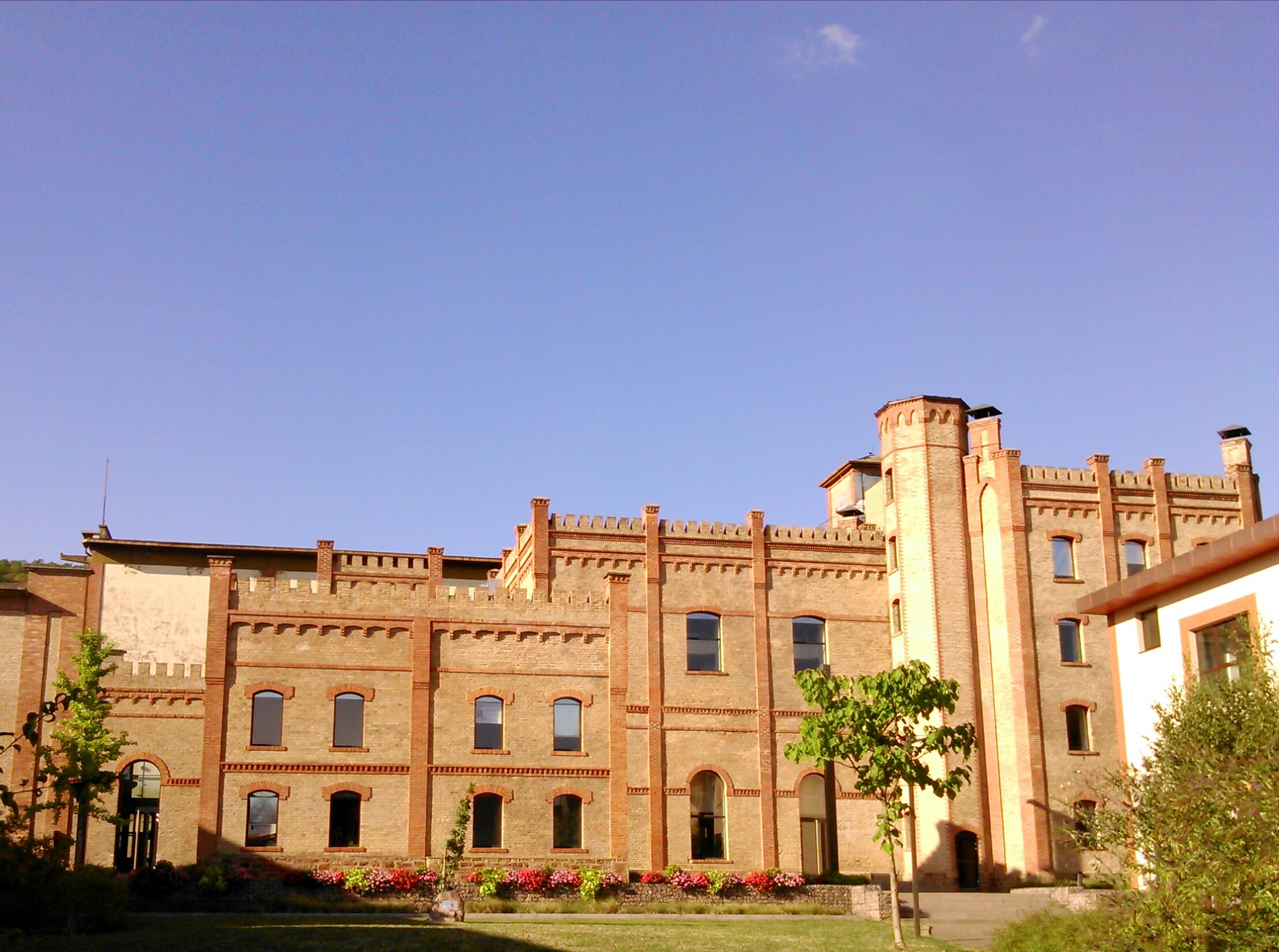
Brasserie Mutzig.
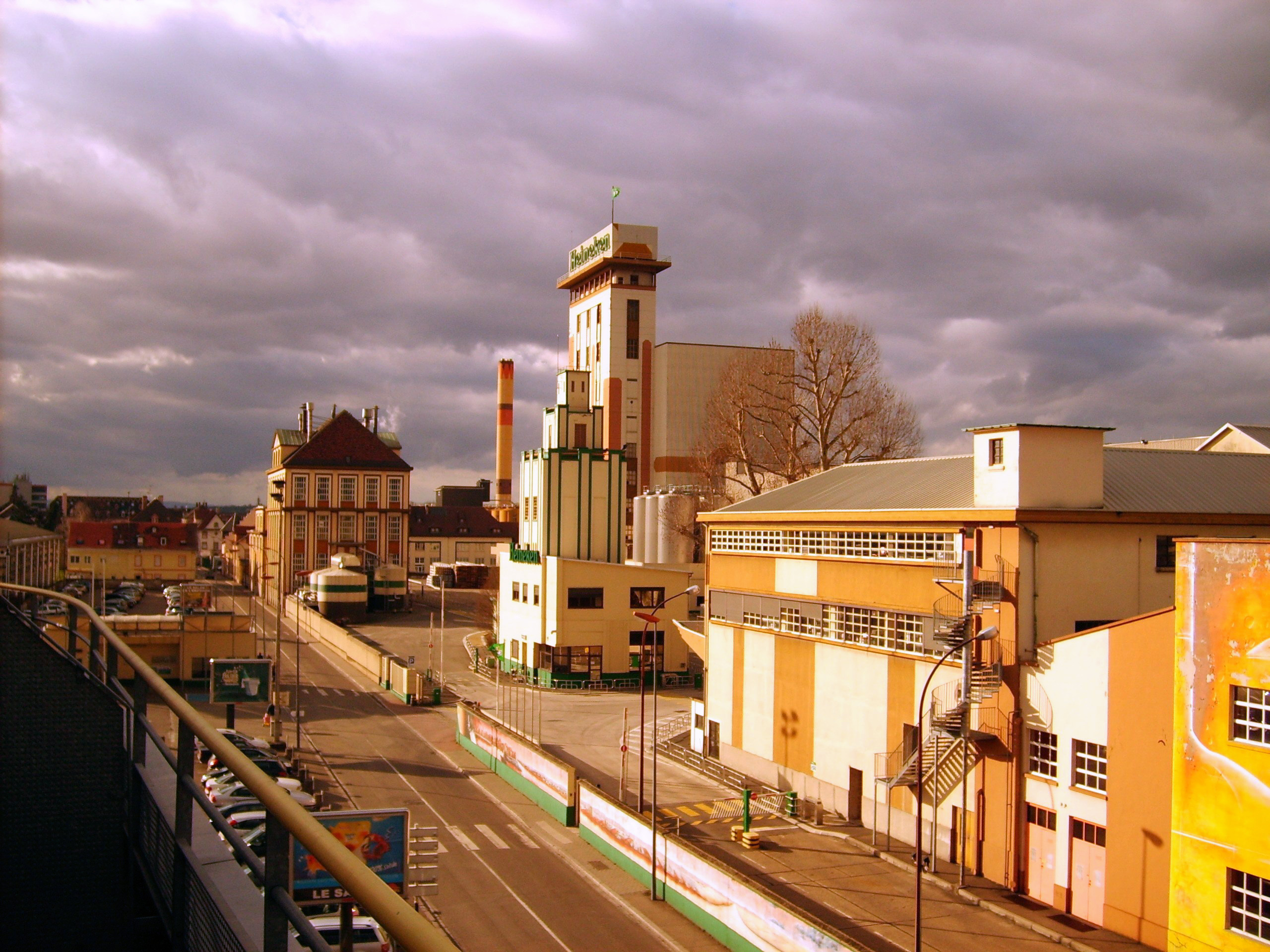
Brasserie de l'Espérance.
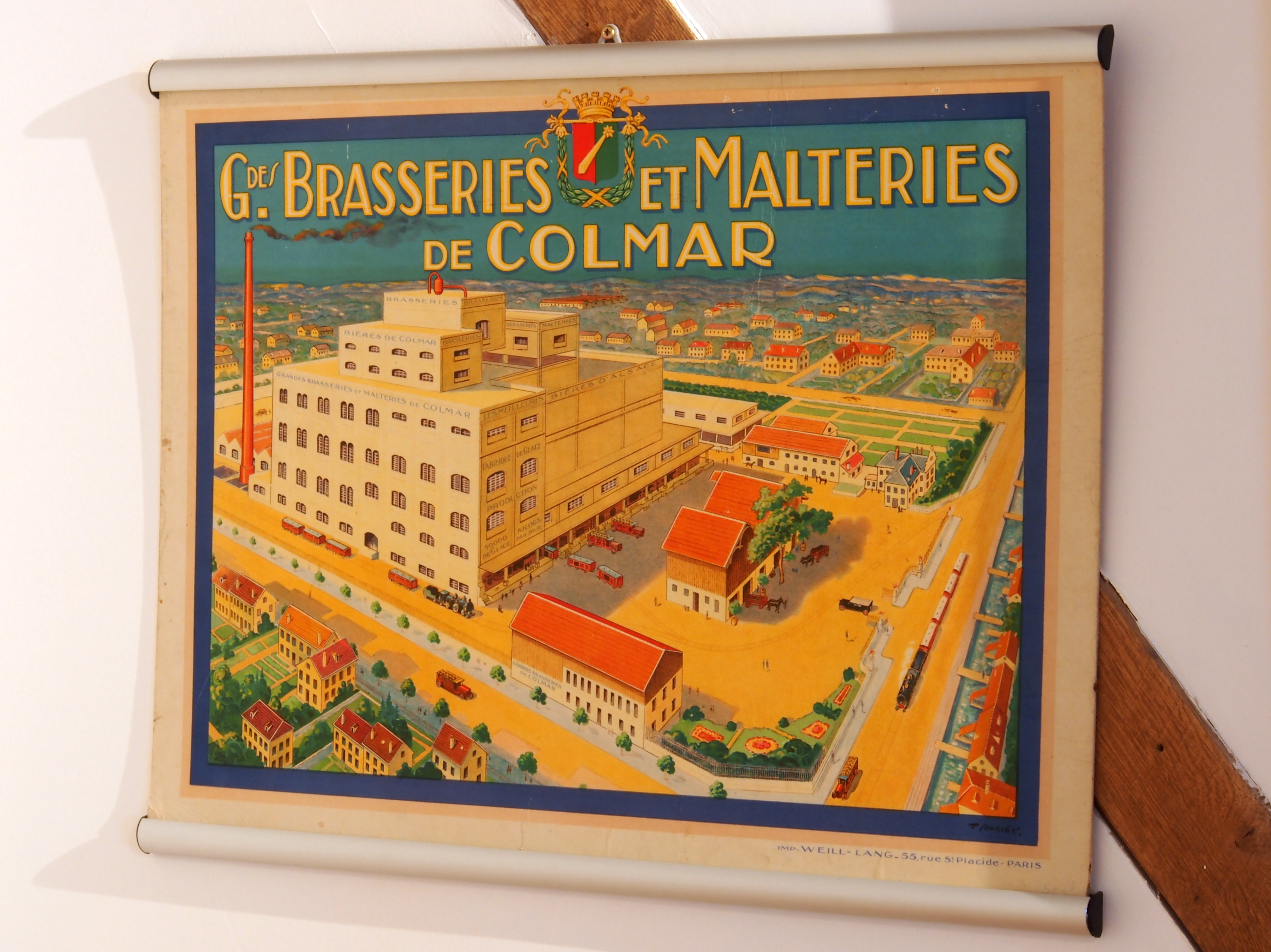
Brasserie de Colmar.
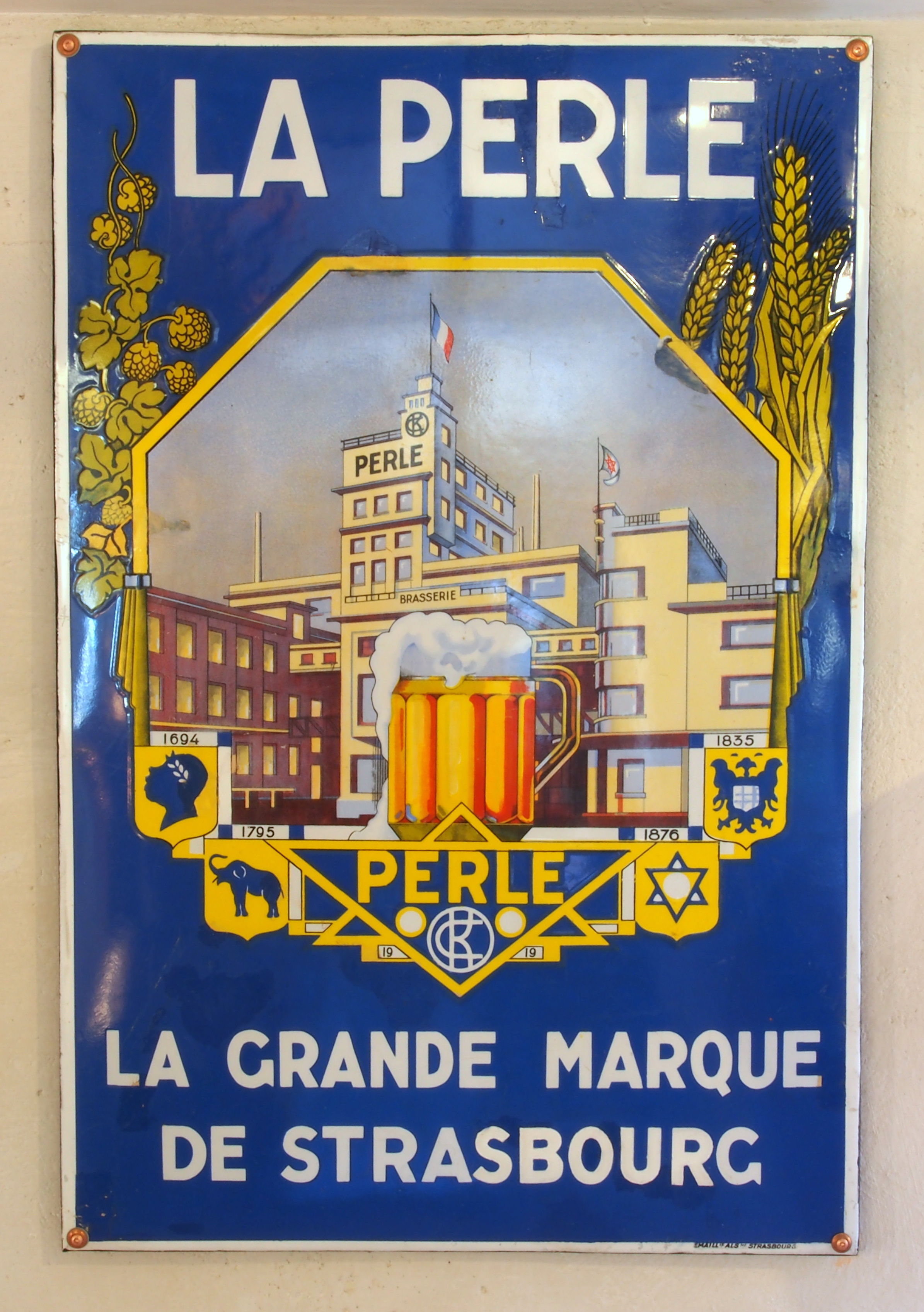
Brasserie de la Perle.
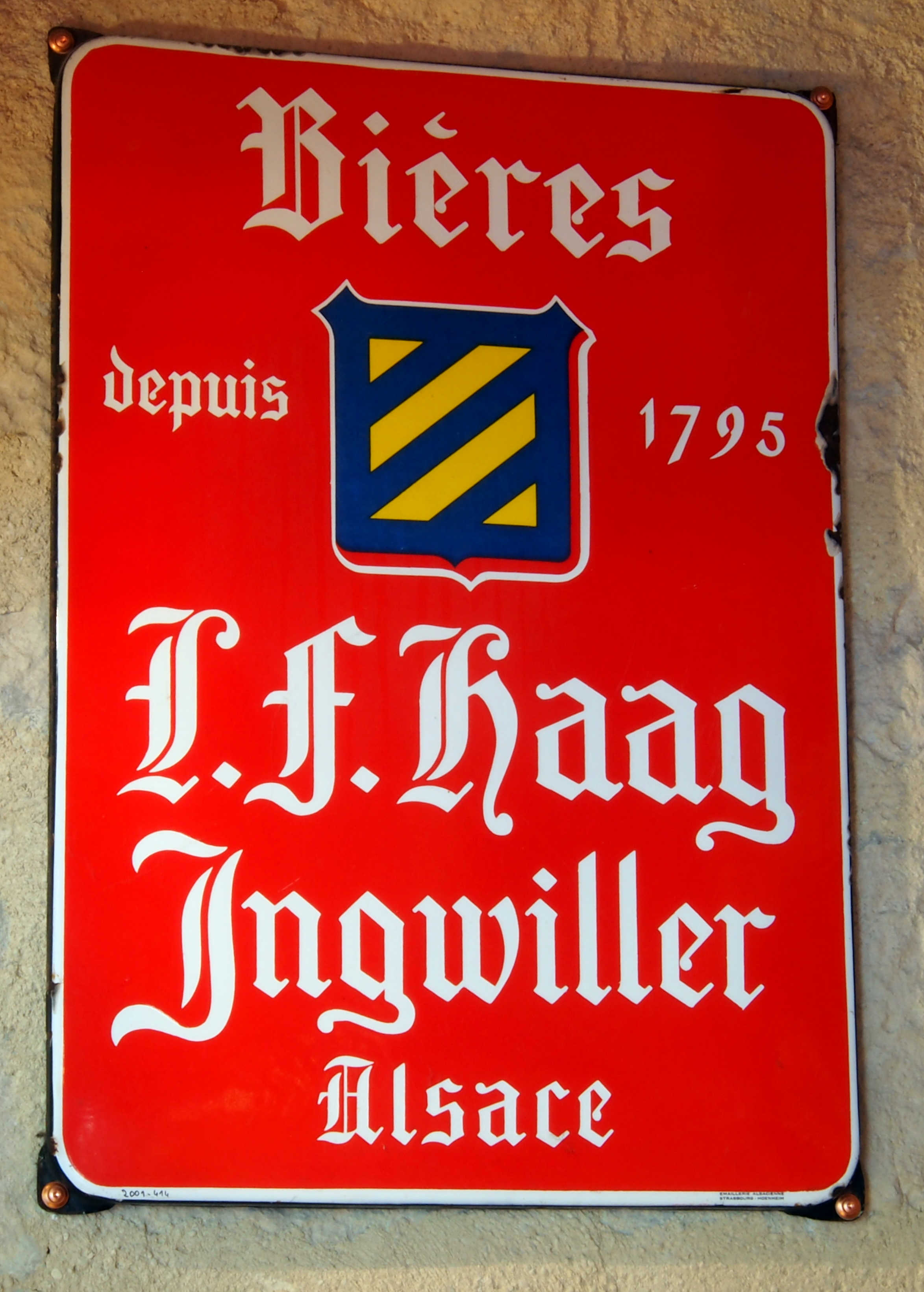
Brasserie Haag.

### L'absorption par Heineken
Dans les années 1970, le groupe Heineken mène une politique de prise de participation et de rachat de groupes brassicoles. Dans ce contexte, Freddy Heineken, PDG du groupe, est intéressé par l'Alsacienne de brasserie afin de mettre un pied dans l'industrie brassicole française.
Le 2 août 1972, profitant des fragilités structurelles de l'Albra, Heineken lance une OPA sur la brasserie de l'Espérance, qui compte pour 50,4% du groupe. Freddy Heineken vient à Strasbourg pour négocier avec René Hatt et son fils Michel, d'abord réticents à céder leurs parts mais bientôt résignés devant la désunion des autres actionnaires. En effet Freddy Heineken propose de racheter les actions du groupe à un très bon prix et parvient à convaincre la plupart des actionnaires minoritaires. En septembre 1972, il parvient à acquérir une majorité de l'Alsacienne de brasserie (environ 75%).
Trois ans après sa création c'est la fin de l'Albra en tant que groupe indépendant.

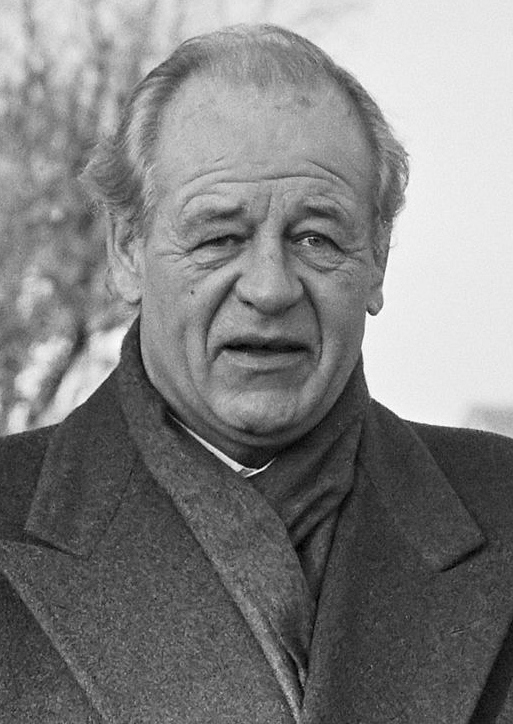
Freddy Heineken en 1983.

### La cessation progressive d'activité
La brasserie de Colmar ferme en 1975.
En 1980, ce qui reste de l'Albra devient Heineken France, et en 1989 la brasserie Mutzig arrête définitivement sa production de bière.